# El niño que domó el viento
El niño que domó el viento (en inglés: The Boy Who Harnessed the Wind) es una película británica de drama de 2019 escrita, dirigida y protagonizada por Chiwetel Ejiofor en su debut como director de cine. La película está basada en la memoria The Boy Who Harnessed The Wind de William Kamkwamba y Bryan Mealer. Aunque se trata de una producción británica, la película alterna el inglés con  el Idioma chichewa, lengua utilizada en Malaui. El film se proyectó en la sección de estrenos en el Festival de Cine de Sundance 2019 y comenzó a transmitirse en Netflix el 1 de marzo de 2019.

## Sinopsis
Nacido en Kasungu, Malaui, William Kamkwamba es un joven escolar que proviene de una familia de granjeros que vive en el pueblo cercano de Wimbe. William tiene talento para reparar radios para sus amigos y vecinos y pasa su tiempo libre buscando en el depósito de chatarra local componentes electrónicos recuperables. Aunque pronto se le prohíbe asistir a la escuela debido a la incapacidad de sus padres para pagar la matrícula, William chantajea a su profesor de ciencias (que tiene una relación secreta con la hermana de William) para que le permita seguir asistiendo a su clase y tener acceso a la biblioteca de la escuela, donde aprende sobre ingeniería eléctrica y producción de energía.
A mediados de la década de 2000, las cosechas de la familia fallan debido a la sequía. La hambruna resultante devasta la aldea de William, lo que provoca disturbios por el racionamiento impuesto por el gobierno habiendo una serie de robos entre la población para conseguir comida. La familia de William es despojada de sus ya escasas reservas de granos. La gente pronto comienza a abandonar el pueblo, y la hermana de William se fuga con su antiguo maestro para dejar a su familia «una boca menos que alimentar».
Buscando salvar a su pueblo de la sequía, William arma un esquema para diseñar un prototipo que funciona con éxito, pero para construir un molino de viento más grande, William requerirá que su padre, Trywell, le dé permiso para desmantelar la bicicleta familiar por piezas, que es la única bicicleta que existe en el pueblo y último gran activo de la familia. Su padre cree que el intento es inútil y en un arrebato de ira, destruye el prototipo y obliga a William a trabajar duro en los campos. Después de que el perro de William muera de hambre y la esperanza parezca perdida, la madre de William, Agnes, interviene e insta a Trywell a que reconsidere la idea, antes de que ella lo tache de tacaño mediocre. William y Trywell se reconcilian después de que William entierra a su perro. Con la ayuda de sus amigos y los pocos miembros restantes de la aldea, construyen un molino de viento de tamaño completo que conduce a la siembra de una cosecha exitosa.
Se corre la voz del molino de viento de William y se le otorga una beca para asistir a la escuela, y finalmente recibe un título de Dartmouth College.

## Reparto
- Maxwell Simba como William Kamkwamba.
- Chiwetel Ejiofor como Trywell Kamkwamba.
- Noma Dumezweni como Edith Sikelo.
- Joseph Marcell como Jefe Wembe.
- Aïssa Maïga como Agnes Kamkwamba.
- Lily Banda como Annie Kamkwamba.

## Estreno
El 21 de noviembre de 2019, Netflix adquiere derechos de distribución sobre todo el mundo, incluyendo Japón, China y el Reino Unido.
La película tuvo su estreno mundial en el Festival de Cine de Sundance 2019 el 25 de enero de 2019. Más tarde fue lanzado en Netflix el 1 de marzo de 2019.

## Valoración histórica
La película está relacionada con la gran crisis alimentaria de África a mediados del año 2001 existiendo una gran fidelidad histórica en la cuestión del hambre en África o el sistema político de Elson Bakili Muluzi (presidente de Malaui de 1994 a 2004 y actual presidente de UDF desde 2009).
La fidelidad a los hechos históricos de la película se encuentra supeditados a la propia experiencia personal y subjetiva de William, ya que el film se basa en la situación de su familia durante el año 2001. Sin embargo, esto no impide que se traten temas de carácter nacional e internacional que influyeron en la desencadenación de los hechos mostrados en la película. Con esta premisa, existe una fidelidad histórica en la cuestión de la hambruna en Malaui o el sistema político paternalista de Elson Bakili Muluzi y la venta de grano de manera fraudulenta. No obstante, existe un pequeño error respecto al partido político del presidente Muluzi, ya que se habla del partido N.U.P siendo en realidad su partido el U.D.F. Se trata de un pequeño fallo que bien podría ser intencionado. Por otro lado, es digno de análisis que desde el año 1999, el presidente ya había sido elegido por segunda vez en las urnas. Por tanto, cuando aparece en el mitin político en el año 2001 no tiene sentido que pidiese el voto, pues se encontraba claramente en un periodo no electoral. Además, no podía volver a presentarse a elecciones, pues la constitución del país establece un mandato máximo de dos legislaturas (es decir 8 años).
Cabe destacar que se muestra a Malaui de una manera bastante realista -sin olvidar que es una película y existen formalismos en el propio formato del film- por lo que se puede afirmar que existe una fidelidad bastante elevada.
Respecto a la contextualización de la película hay que mencionar el interés que se muestra por representar el Malawi rural de la manera más realista posible. Esto se observa en el uso de la lengua chichewa de manera intermitente. El inglés, lengua colonial de Malaui, se utiliza de manera general para la fácil comprensión de los diálogos por parte del público al que va dirigido, aunque en la realidad se utilice mayoritariamente el idioma chichewa. Por lo demás, se representa Wimbe como una aldea en la que existe una noción de tribu, con un jefe y reuniones asiduas para discutir temas de relevancia para sus integrantes. En estos integrantes es donde podemos observar la mezcla de religiones y el respeto a las raíces fetichistas ya abandonadas. De hecho, existe en Malawi una tolerancia muy elevada respecto a las religiones, permitiendo una convivencia pacífica entre musulmanes y cristianos, habiendo un porcentaje de un 83% aproximadamente de cristianos, un 13% de musulmanes y el resto de otras religiones. Los cuales coexisten en los mismos núcleos urbanos.  Por norma general, ningún acontecimiento se muestra de manera aislada, por lo que resulta fácil contextualizar la película dentro de su marco histórico. Además, también se muestra el papel tradicional del hombre y la mujer africana, donde ella se limita al cuidado de los hijos y algunas labores agrícolas junto con otras mujeres, además del papel de la dote y el honor en la familia, mientras que el hombre es el que se encarga principalmente de los ingresos del hogar. Así, cuando Annie escapa con el profesor Kachigunda al final de la película, se hace hincapié en la gravedad de haberse marchado con un hombre sin haber contraído matrimonio con él.  
El planteamiento de la película está claramente orientado a la creación de un drama -género cinematográfico al que pertenece- con un gran interés por representar varios temas. En primer lugar, el director Chiwetel Ejiofor busca crear una noción de África de la manera más realista posible. Conocido internacionalmente como actor tras actuaciones como la de 12 Years a Slave, posee raíces nigerianas, lo que le une al mundo africano de una manera más íntima. Además, nos presenta la importancia del espíritu emprendedor, el importante papel de la tecnología para el desarrollo de Malaui, la educación como la única vía para optar a un futuro mejor, la realidad social y económica del modelo familiar y tribal de las poblaciones rurales, la crítica a la política realizada por parte del gobierno (que en ocasiones se ve envuelto en casos de corrupción), la falta de electricidad en muchos hogares (donde, a causa de esta y la falta de queroseno para las lámparas, William no puede estudiar por las noches como se muestra en conversaciones con su madre) o la globalización mediante las consecuencias del 11S en un país tan remoto de Estados Unidos como lo es Malawi. Sin embargo, no se posiciona en ningún bando, no existe la figura del villano, se trata de una lucha por la supervivencia que obliga a la población a actuar de manera violenta y además, como es el caso de William como la población intenta formarse y prepararse para tener un mejor futuro. Como mucho se puede extraer la crítica hacia el gobierno de Malaui y al sistema educativo basado en la capacidad económica de las familias.
Por lo general, la película se centra principalmente en la experiencia de William, ignorando u omitiendo el desarrollo de la política o las consecuencias del 11S en otros ámbitos. A pesar de esto, se puede contextualizar en un momento de hambruna para Malawi entre el periodo de 2001 al 2003. En este momento, a causa de la sequía y una mala gestión del gobierno de Muluzi, los altos precios y la falta de alimentos provocaron una gran hambruna en el país y, en general, en el sur del continente. Pero como ya se ha mencionado anteriormente, el film versa sobre la experiencia individual de nuestro protagonista, y no en el sistema político, social o económico más allá de la relación que puedan tener estos apartados con la familia Kamkwamba. Por lo demás, la imagen que transmite del continente africano es la de un espacio rural en transformación, con grandes problemas en el ámbito educativo, económico y político, en el que la tecnología más simple puede significar un gran cambio. 
Chiwetel Ejiofor nos transporta a un África verídica, sin estereotipos impuestos, sin complejos y con una riqueza de análisis del contexto africano que pone en valor el pasado de los pobladores originarios y sus costumbres. Así mismo, nos permite entender las realidades del mundo moderno y cómo la tecnología, pese a que en muchos casos ha destruido la cultura tradicional del continente africano, también ha permitido seguir escribiéndola.